# L'Homme sur les quais
Pour plus de détails, voir Fiche technique et Distribution.
L'Homme sur les quais est un film franco-haïtien réalisé par Raoul Peck, sorti en 1993.

## Fiche technique
- Titre français : L'Homme sur les quais
- Réalisation : Raoul Peck
- Scénario : Raoul Peck et André Grall
- Décors : Silvano Lora
- Costumes : Chantal Bourigot
- Photographie : Armand Marco
- Montage : Jacques Comets
- Musique : Amos Coulanges et Dominique Dejean
- Pays d'origine :  France -  Haïti
- Format : couleurs - 35 mm - Stéréo
- Genre : drame, guerre, historique
- Durée : 106 minutes
- Dates de sortie :
  - France : mai 1993 (Festival de Cannes 1993), 25 août 1993 (sortie nationale)

## Distribution
- Jennifer Zubar : Sarah
- Toto Bissainthe : Camille Desrouillere
- Patrick Rameau : Gracieux Sorel
- Jean-Michel Martial : Janvier
- Mireille Métellus : Aunt Elide
- Magaly Berdy : Mirabelle
- Joanne Degand : Jeanne
- Douveline Saint-Louis : Sabine
- François Latour : François Jansson
- Aïlo Auguste-Judith : Gisèle Jeansson
- Albert Delpy : Assad

## Distinction
- Festival de Cannes 1993 : sélection en compétition officielle